# Florida espanyola
La Florida espanyola (en castellà Provincia de La Florida) fou una colònia espanyola a la península del mateix nom, que es correspon aproximadament amb l'actual estat estatunidenc de Florida. Els espanyols arribaren a la península de Florida el 1513 i s'hi van estar durant més de dos-cents cinquanta anys, separats per un petit període de dinou anys de pertinença a l'Imperi Britànic, entre 1763 i 1784. La colònia fou cedida als Estats Units mitjançant el Tractat d'Adams-Onís. El territori depenia de la Capitania General de Cuba.
Espanya va fer una gran nombre d'expedicions a l'interior del país durant el segle xvi, però mai va exercir un control total sobre la Florida fora de l'àrea del que avui és l'Estat de la Florida, el sud de Geòrgia, el sud d'Alabama, el sud-est de Louisiana i altres zones al llarg de la costa nord del Golf de Mèxic.

## Descobriment i exploració primerenca
El 1512 Juan Ponce de León, antic governador de Puerto Rico, va rebre l'encàrrec reial de buscar terra al nord de Cuba. Salpà el 3 de març de 1513 des de Punta Aguada, Puerto Rico, amb tres naus i una tripulació de prop de 200 persones. A finals de març va albirar una illa, gairebé amb tota seguretat una de les Bahames, però no es va aturar. No serà fins a primers d'abril quan Ponce de León desembarcà a la costa nord-est de la península de Florida, en el que ell va suposar una gran illa. Va reclamar l'"illa" per Espanya i la va anomenar "Florida" per haver-se descobert durant la Pasqua Florida. Posteriorment va seguir explorant la costa cap al sud, donant la volta al Keys de Florida cap al nord per la costa oest de la península, abans de tornar a Puerto Rico.
La llegenda popular diu que Ponce de León anava a la recerca de la font de l'eterna joventut quan va descobrir la Florida. Amb tot, Ponce de León no esmenta la recerca d'aquest indret fins més de vint anys després del seu viatge de descoberta, i el primer que el situa a la Florida no ho fa fins 30 anys després. El més probable és que Ponce de León, igual com altres conqueridors d'Amèrica, busqués bàsicament or, indis per esclavitzar i terra per governar sota la corona espanyola.
Ponce de León probablement no fou el primer espanyol en arstribar a la Florida, tot i que sí que fou el primer a fer-ho amb el permís de la corona espanyola. És probable que vaixells espanyols procedents del Carib ja haguessin arribat secretament a Florida per capturar esclaus indis. Els indis que es va trobar Ponce de León a la costa est i sud-oest de Florida foren hostils des del primer moment i a més en trobà un que sabia algunes paraules de castellà.
Ben aviat es van produir nous viatges espanyols a Florida. En el període comprés entre 1514 i 1516 Pedro de Salazar esclavitzà algunes vegades fins a 500 indis al llarg de la costa sud-est atlàntica dels actuals Estats Units. Diego Miruelo visità probablement la badia de Tampa el 1516, Francisco Hernández de Córdoba va arribar al sud-oest de Florida el 1517 i Alonso Álvarez de Pineda va navegar i cartografiar tota la costa del golf de Mèxic el 1519. El 1521 Ponce de León va navegar en dos vaixells per establir una colònia a la costa sud-oest de la península de Florida. Els indis calusa van expulsar els colons i Ponce de León va morir posteriorment a l'Havana de resultes d'una ferida durant l'atac.
El 1521 Pedro de Quejo i Francisco Gordillo esclavitzaren 60 indis a la badia Winyah, Carolina del Sud. Quejo, amb el suport de Lucas Vázquez de Ayllón, va tornar a la regió el 1525, detenint-se en diversos indrets entre l'Illa d'Amelia i la badia de Chesapeake. El 1526 De Ayllón va dirigir una expedició d'unes 600 persones a la costa de Carolina del Sud. Després de buscar possibles localitzacions fins al sud del Ponce de Leon Inlet, a Florida, es va establir l'assentament de San Miguel de Gualdape, en les proximitats de l'illa Sapelo, Geòrgia. Malalties, fam, fred i atacs indis van portar a l'abandonament de San Miguel després de només dos mesos. Uns 150 supervivents van tornar als assentaments espanyols. Els pares dominics Antonio de Montesinos i Anthony de Cervantes estaven entre els colons, sent seves les primeres misses catòliques celebrades en el que avui és Estats Units, tot i que la data i el lloc noés clar.

### Expedició de Narváez
El 1527 Pánfilo de Narváez va sortir d'Espanya amb cinc naus i unes 600 persones en una missió per explorar i establir assentaments a la costa del golf de Mèxic entre els assentaments existents espanyols a Mèxic i Florida. Després de diversos mesos de viatge van fer terra prop de l'actual badia de Tampa el 15 d'abril de 1528.
Com els navegants no estaven segurs a l'indret on van fer terra Álvar Núñez Cabeza de Vaca va considerar prudent mantenir les forces terrestres i marítimes unides. Narváez i els altres oficials, excitats pels rumors de l'existència d'or, el van desautoritzar i van iniciar una marxa a peu a través de la Florida, perdent-se ben aviat. Després de diversos mesos de lluita contra els indígenes a través de zones desèrtiques i pantanoses, el grup va arribar fins a la badia Apalachee amb 242 homes. Creien que estaven prop d'altres espanyols a Mèxic, però en realitat els separaven 1.500 milles de costa. Famolencs, ferits, malalts, i perduts per un terreny pantanós, els homes van idear un pla per escapar per l'aigua.
Van sacrificar i menjar-se els cavalls i van fondre els estreps, esperons, ferradures i altres elements de metall per forjar eines i claus. Van construir cinc embarcacions rudimentàries que volien emprar per anar fins a Mèxic. Cabeza de Vaca comandà una d'aquestes embarcacions, cadascuna de les quals havia de transportar una cinquantena d'homes. Mancats de menjar i aigua, el grup va seguir la costa cap a l'oest fins a arribar a la desembocadura del riu Mississipi. Els corrents els va arrossegar cap al Golf, veient-se afectats posteriorment per un huracà que provocà la pèrdua de la major part dels expedicionaris, entre ells Narváez.
Dues embarcacions, amb uns 40 supervivents, entre ells Cabeza de Vaca, van sobreviure en naufragar prop de l'illa Galveston (ara part de Texas). Els exploradors la van anomenar Malhado ("Desgràcia"), o l'Illa de la Perdició. Van intentar reparar les embarcacions emprant la roba per tapar els forats, però una gran onada les va acabar destruint. Ràpidament el nombre de supervivents es va anar reduint, sent esclavitzats durant alguns anys per diverses tribus de la costa nord del Golf, com ara els Hans, els Capoques, els Karankawes i els Coahuiltecs. Només quatre homes, Cabeza de Vaca, Andrés Dorantes de Carranza, Alonso del Castillo Maldonado i un esclau amazic anomenat Estebanico van sobreviure i escapar per arribar a la ciutat de Mèxic.

### Expedició d'Hernando de Soto
Hernando de Soto havia estat un dels principals lloctinents de Francisco Pizarro en la conquesta espanyola de l'Imperi inca, havent tornat a Espanya com un home molt ric. Va ser nomenat adelantado de la Florida i governador de Cuba, i va reunir una gran expedició per conquerir la Florida. El 30 de maig de 1539 De Soto i els seus companys van desembarcar a la badia de Tampa, on van trobar a Juan Ortiz que havia estat capturat pels indis deu anys abans, quan va ser enviat a terra des d'un vaixell a la recerca de Narváez. Ortiz va passar els informes de les riqueses dels indis, incloent l'or, i de Soto va partir amb 550 soldats, 200 cavalls i uns pocs sacerdots i frares. L'expedició de De Soto va seguir una ruta més cap a l'interior que l'expedició de Narváez, però els indis recordaven els mals causats pels espanyols, i es van mostrar cautelosos si no francament hostils. De Soto es va apoderar d'indis per fer de guies i portadors, i d'índies per servir com a consorts dels seus homes.
L'expedició va arribar a territori dels apalachee a l'octubre, i es va instal·lar a la principal població apalachee, Anhaica, per passar l'hivern. Allà es van trobar grans quantitats d'aliments emmagatzemats, però poc or o altres riqueses. En arribar la primavera De Soto va proposar anar cap al nord-est, travessant el que avui és Geòrgia i Carolina del Sud per tornar cap a l'oest, tot creuant les Great Smoky Mountains, a Tennessee, i després cap al sud, a Geòrgia. Tornant de nou cap a l'oest, l'expedició va creuar Alabama. Van perdre tot l'equipatge en una lluita contra els indis prop de Choctaw Bluff, al riu Alabama, i va passar l'hivern a Mississipi. El maig de 1541 l'expedició va creuar el riu Mississipi i va vagar pels actuals estats d'Arkansas, Missouri i possiblement Kansas abans de passar l'hivern a Oklahoma. El 1542 l'expedició es va dirigir de nou al riu Mississipi, on De Soto va morir. Tres-cents deu supervivents van tornar de l'expedició el 1543.

### Ochuse i Santa Elena
Tot i que els espanyols havien perdut l'esperança de trobar or i riqueses a la Florida, el territori va ser vist com a vital per a la defensa de les seves colònies i territoris de Mèxic i el Carib. El 1559 Tristán de Luna y Arellano va sortir de Mèxic amb 500 soldats i 1.000 civils en una missió per establir colònies a Ochuse (badia de Pensacola) i Santa Elena (Port Royal Sound). El pla era que tothom desembarqués a Ochuse, i que la majoria dels colons anessin per terra fins a Santa Elena. Una tempesta tropical va afectar Ochuse un mes després de l'arribada de la flota, enfonsant moltes de les naus junt amb els subministraments que encara no havien estat descarregats. Els expedicionaris no van aconseguir trobar un subministrament adequat d'aliments. La major part dels colons es va traslladar cap a Nanicapana, a l'interior, on s'havia trobat una mica de menjar, però no podia donar suport a tothom i els espanyols van tornar a la badia de Pensacola. En resposta a una ordre real per ocupar immediatament Santa Elena, Luna va enviar tres vaixells petits, però van ser danyats per una tempesta i va tornar a Mèxic. Ángel de Villafañe va substituir el desacreditat Luna el 1561, amb l'ordre de retirar la major part dels colons d'Ochuse i ocupar Santa Elena. Villafañe va portar 75 homes a Santa Elena, però una nova tempesta tropical va danyar les seves naus abans que pogués aterrar, cosa que va obligar a l'expedició a tornar a Mèxic.

## Desafiament francès
Els francesos van començar a interessar-se en la zona, cosa que porta els espanyols a accelerar els seus plans de colonització. El capità francès Jean Ribault va dirigir una expedició a la Florida, establint-se a Charlesfort, on avui hi ha Parris Island, Carolina del Sud, el 1562. Amb tot, les guerres de religió impediren a Ribault tornar-hi per reabastir el fort, sent abandonat pels colons. Dos anys més tard René Goulaine de Laudonnière, tinent de Ribault en l'anterior viatge, va intentar trobar un refugi a la Florida pels protestants hugonots. Allà va fundar Fort Caroline, on avui es troba Jacksonville, el juliol de 1564. Un cop més però, la missió de reabastiment no va poder arribar, amenaçant la colònia. Alguns amotinats van fugir de Fort Caroline per participar en la pirateria contra les colònies espanyoles, causant alarma entre el govern espanyol. Laudonnière gairebé va abandonar la colònia el 1565, però Jean Ribault finalment va arribar amb els subministraments i nous colons a l'agost.
Alhora, i com a resposta a les activitats franceses, el rei Felip II d'Espanya va nomenar Pedro Menéndez de Avilés adelantado de la Florida, amb una comissió per dur aventurers que no fossin espanyols a totes les terres situades entre Terranova i la badia St Joseph, a la costa nord del golf de Mèxic. Menéndez de Avilés va arribar a la Florida al mateix temps que Ribault, el 1565, i va establir una base a San Agustín, la colònia europea més antiga contínuament habitada establerta en el que avui és el territori continental dels Estats Units, i que es convertí en capital de la província. Menéndez de Avilés ràpidament es va disposar a atacar Fort Caroline, viatjant per terra des de San Agustín. Alhora, Ribault va partir de Fort Caroline, amb la intenció d'atacar San Agustín per mar. La flota francesa però, va ser empesa cap al mar i delmada per una tempesta. Mentrestant, els espanyols van quedar sorpresos per l'escassa defensa de Fort Caroline, on sols hi havia dones i nens. Uns 25 homes van poder escapar. Quan els espanyols van tornar al sud es van trobar amb els supervivents francesos del naufragi. Menéndez de Avilés va ordenar executar a tots els hugonots. L'indret dels fets fou conegut com a Matanzas.
Després de l'expulsió dels francesos els espanyols van rebatejar Fort Caroline com a Fort San Mateo. Dos anys més tard Dominique de Gourgues va recuperar la fortalesa dels espanyols, matant-ne tots els defensors.

## Missions i conflictes
El 1549 el frare Luis de Cancer i tres altres dominics van intentar la primera expedició missionera exclusiva a la Florida. L'intent va ser abandonat sols sis setmanes després quan Cancer va patir un brutal martiri pels indis Tocobaga.
El 1566 els espanyols van establir la colònia de Santa Elena, on avui és Parris Island, Carolina del Sud. Juan Pardo va dirigir dues expedicions (1566-7 i 1567-8) des de Santa Elena fins a l'est de Tennessee, establint sis forts temporals a l'interior. Els espanyols van abandonar Santa Elena i els seus voltants el 1587.
El 1586 el corsari anglès Sir Francis Drake va saquejar i cremar St Augustine, incloent la fortificació que estava en construcció, quan tornava d'assaltar Santo Domingo i Cartagena, al Carib. Les seves incursions mostren la incapacitat d'Espanya per defensar adequadament els seus assentaments.
Els jesuïtes havien començat a establir missions a la Florida el 1567, però es van retirar el 1572 després d'una sèrie d'atacs per part de les tribus indígenes. El 1573 els franciscans es van fer càrrec de les missions, que amb el temps es van ampliar entre les tribus dels guale, timucuas i apalachee. L'extensió d'aquestes missions van proporcionar un avantatge estratègic militar respecte a les tropes britàniques que arribaven des del Nord. Durant el centenar d'anys que durà l'expansió missionera les malalties dels europeus van tenir un impacte significatiu entre els indígenes, juntament amb el creixent poder de francesos i britànics. Durant la Guerra de la reina Anna els britànics van desmantellar gran part de les missions. El 1706 els missioners van decidir abandonar moltes de les missions i tornar a San Agustín.

## Període d'amistat
El governador espanyol Pedro de Ibarra va treballar en l'establiment de la pau amb els indígenes del sud de San Agustín, reunint-se amb els grans cacics indis. El 1605 Ibarra va enviar el cartògraf Álvaro Mexia en una missió al sud per millorar les relacions diplomàtiques amb la nació índia ais, així fer una mapa. La seva missió va ser un èxit.
En 1656 els timucua es van rebel·lar, interrompent les missions espanyoles a la Florida i els subministraments d'aliments per San Agustín.
Durant el segle xvii els colons anglesos i escocesos de les colònies de la Carolina i Virgínia van anar empenyent a poc a poc les fronteres cap al sud. A primers del segle xviii es van anar establint assentament francesos al llarg del riu Mississipi i la Costa del Golf, envaint les fronteres occidentals de les terres espanyoles. A partir de 1680 els soldats anglesos i escocesos de la Carolina i els seus aliats indígenes van atacar repetidament les missions espanyoles i San Agustín, cremant les missions i matant i esclavitzant els indis. El 1702 Jame Moore va liderar un exèrcit de colons i una força indígena formada per yamasee, tallapoosa, alibamu i altres pobles creek. L'exèrcit va atacar i va arrasar la ciutat de San Agustín, però no va poder aconseguir el control de la fortalesa. Moore va seguir realitzant una sèrie d'incursions per la província d'Apalachee, saquejant i destruint la major part de les missions espanyoles restants i matant o esclavitzant a la majoria de la població índia. El 1707 els pocs indis supervivents havien fugit més enllà dels límits immediats de San Agustín i Pensacola, o la francesa Mobile (ciutat d'Alabama). Alguns dels indis capturats per l'exèrcit de Moore foren recol·locats al llarg dels rius Savannah i Ocmulgee.
El 1696 els espanyols van fundar Pensacola que el 1719 els francesos capturaren.
Durant el segle xviii els diferents pobles que van acabar formant la nació seminola van començar la migració cap a la Florida, la qual havia estat en gran part despoblada per culpa dels nombrosos enfrontaments succeïts durant aquells anys, com la segona guerra Yamasee, entre 1715 i 1717.
El 31 de maig de 1740, durant la Guerra de l'Orella de Jenkins els britànics van assetjar la fortalesa de San Agustín, però aquesta va resistir bé i els assaltants es van veure obligats a aixecar el setge el juliol a causa de l'arribada de reforços espanyols procedents de l'Havana i retrocedir fins a l'altre costat de la frontera. Altres intents britànics de penetrar a Florida van ser igualment infructuosos.

## Colònia britànica (1763-1784)
El 1763 Espanya cedí la Florida al Regne Unit a canvi del control del port de l'Havana, Cuba, que havia estat capturat pels britànics durant la Guerra dels Set Anys. Així mateix, com a resultat de la guerra el Regne Unit havia rebut tota la Louisiana francesa a l'est del riu Mississipi, a excepció de Nova Orleans. En trobar aquest nou territori massa gran per governar-lo com una unitat els britànics van dividir-lo en dos territoris, separats pel riu Apalachicola: la Florida Oriental i la Florida Occidental.
Simultàniament van iniciar un ambiciós pla per atraure colons, oferint terres gratuïtes i donant suport a les empreses orientades a l'exportació. Els pobles aborígens de la Florida havien estat devastats per la guerra i les malalties i es creu que la majoria de supervivents van acompanyar la població espanyola cap a altres colònies, sobretot franceses. Vastes extensions de terres foren ocupades pels indis seminola, estenent-se des de les àrees boscoses del nord fins a les Everglades, al sud.
El 1764 els britànics fixaren la frontera nord en una línia que s'estenia des de la desembocadura del riu Yazoo fins al riuChattahoochee, en una franja de terreny que comprenia el sud dels actuals estats de Mississipi i Alabama i el valuós districte Natchez.
El Regne Unit va mantenir el control de la colònia durant la Guerra d'Independència dels Estats Units, però els espanyols, en aquells moments aliats amb França, van aprofitar-se de la situació i van recuperar posicions a la Florida occidental. En finalitzar la guerra, el 1783, el Tractat de Versalles, signat entre Espanya i el Regne Unit, va retornar el control de la Florida a Espanya, però sense especificar les fronteres.

## Segon període espanyol (1784-1821)
Espanya va mantenir la divisió britànica de la Florida en dues províncies: la Florida Occidental i l'Oriental. Amb tot, la manca d'uns límits clars van portar a una disputa fronterera amb els recentment fundats Estats Units coneguda com la Controvèrsia de la Florida Occidental. La disputa va sorgir degut a les diferències en els dos tractats de 1783 que van posar fi a la guerra d'Independència dels Estats Units. El Tractat de París entre el Regne Unit i els Estats Units especifica el límit entre l'oest de Florida i la recent independència dels Estats Units en el paral·lel 31 nord. Per contra, en el Tractat de Versalles entre el Regne Unit i Espanya, la Florida Occidental era cedida a Espanya sense uns límits concrets. Espanya va sostenir que la Florida Occidental s'estenia cap al nord com a mínim fins e 32° 22′ nord, la frontera establerta pel Regne Unit el 1764, mentre els Estats Units defensaven la validesa del paral·lel 31° N. La frontera britànica es trobava molt a prop de la reivindicació espanyola dels 32° 30′ N establerts al Tractat de Madrid de 1670.
Després de la guerra d'Independència americana Espanya va reclamar més terres de les que havia tingut la Florida Occidental britànica, fins als rius Tennessee i Ohio. Aquesta reclamació és
 exitoses operacions militars espanyoles contra els britànics dutes a terme a la regió durant la guerra. Espanya ocupà o construí diverses fortaleses al nord de l'antiga frontera de la Florida Occidental britànica, com ara Fort Confederación, Fort Nogales (en l'actualitat Vicksburg) i Fort San Fernando (en l'actualitat Memphis). Espanya va tractar de resoldre el conflicte ràpidament, però els Estats Units ho alentí, sabent que el temps estava del seu costat. Finalment al Tractat de Madrid (1795) Espanya va reconèixer el paral·lel 31 com a frontera.
A principis del segle xix Espanya va oferir generoses parcel·les de terra a la Florida per atreure colons i aquests van començar a arribar-hi, procedents tant d'Espanya com dels Estats Units. Els colons van començar a atacar assentaments indis com a venjança, fent incursions a Geòrgia, ja territori nord-americà. L'exèrcit dels Estats Units va iniciar incursions cada vegada més freqüents en territori espanyol, tot perseguint els indis seminoles. Entre 1817 i 1818 Andrew Jackson va liderar la primera de les Guerres Seminola. En acabar la guerra els Estats Units controlaven de facto tota la Florida Oriental.
El Tractat d'Adams-Onís, signat entre Estats Units i Espanya el 22 de febrer de 1819 i que va entrar en vigor el 17 de juliol de 1821. D'acord amb els termes del tractat, signat pel ministre d'Exteriors Luis de Onís i el secretari d'Estat John Quincy Adams, els Estats Units van adquirir la Florida i, a canvi renunciaven a totes les seves pretensions sobre Texas.